# Xã Aberdeen, Quận Brown, South Dakota
Xã Aberdeen (tiếng Anh: Aberdeen Township) là một xã thuộc quận Brown, tiểu bang Nam Dakota, Hoa Kỳ. Năm 2010, dân số của xã này là 934 người.